# Pseudocanthon jamaicensis
Pseudocanthon jamaicensis là một loài bọ cánh cứng trong họ Bọ hung (Scarabaeidae).